# Ванбрачна заједница
Ванбрачна заједница је заједница живота једног мушкарца и једне жене која је дуже трајала и чије је постојање познато трећим лицима, која настаје њиховим саживљавањем и престаје престанком намере остваривања те заједнице.
У Србији је, очима законодавца, ванбрачна заједница изједначена са брачном. Члан 4. Породичног закона ("Сл. гласник РС", бр. 18/2005 и 72/2011) дефинише ванбрачну заједницу на следећи начин: ванбрачна заједница је трајнија заједница живота жене и мушкарца, између којих нема брачних сметњи (ванбрачни партнери).

## Појам
Уобичајени назив за овакву заједницу је ванбрачна заједница (заједница лица која нису у браку), али се употребљавају и други изрази, као што су конкубинат и слободна заједница.
Латински назив за ванбрачну заједницу је cohabitatio и дословно значи „заједничко становање”.
Одређени број ванбрачних заједница прерасте у брак, што ванбрачну заједницу може чинити и обликом брака на пробу.

## Историја
Кроз историју установа ванбрачне заједнице била је различито вреднована, како у правном тако и у моралном смислу. У римској правној терминологији ванбрачну заједницу означавао је конкубинат. Према хришћанском учењу, конкубинат је сматран за забрањену и неморалну појаву.
У Русији је средином 20. века дошло до потпуног укидања сваке разлике између формалног и неформалног брака. У Законику је поред регистрованог брака место имао и неформални брак.
Што се југословенског права тиче, најстарији југословенски правни акт који је признавао правни статус ванбрачне заједнице био је Закон о осигурању радника из 1922. године. У том Закону стајало је да ванбрачна жена умрлог радника или радника који је страдао несрећним случајем на раду може да оствари материјалну потпору под условом да је ванбрачна заједница трајала најмање годину дана и да је у таквој заједници рођено дете.
Подржавањем ванбрачне заједнице, од почетка 21. века, у законодавствима многих земаља уведене су институције грађанске заједнице као својеврстан облик ванбрачне заједнице и брака. У одређеним земљама грађанска заједница може бити и између особа истог пола — истополни брак.

## Правно уређење ванбрачне заједнице
Дуго времена је ванбрачна заједница била само друштвена, али не и правна појава. Тек однедавно, стављањем породице у центар друштвеног интересовања, ванбрачна заједница је добила одређено правно уобличавање. Потреба за правним уређењем ванбрачне заједнице проистекла је из проблема везаних за њен раскид.
Закон у Србији не дефинише строго тренутак у ком једна веза почиње да се третира као ванбрачна заједница. Ипак, неке одредбе указују на то да је заједнички живот довољан услов за то. Правна правила и нису неопходна у трену када долази до заснивања ванбрачне заједнице, међутим она се у пракси врло ретко пријатељски раскида, нарочито ако су ванбрачни партнери живели дугоз заједно, ако су имали заједничке приходе и заједничке издатке и ако имају заједничку децу.
У Србији законски појам ове заједнице обухвата два саставна елемента:
1. ванбрачна заједница је трајнија заједница живота жене и мушкарца
2. ванбрачна заједница мора бити слободна, односно да између ванбрачних партнера не постоје брачне сметње.

Само ако ванбрачна заједница садржи оба ова елемента производиће дејства предвиђена у закону. Према Породичном закону Србије:
- Ванбрачни партнери имају иста права и дужности као и супружници под условима предвиђеним у закону(и за време трајања заједнице живота, а не само после њеног престанка).
- Скуп права и дужности ванбрачних партнера у заједници живота чини њихов ванбрачни статус. Права и дужности су личног и имовинског карактера, а тичу се личних права и дужности диспозитивног и императивног карактера, као и права и дужности личноимовинског и имовинског карактера.
- Ванбрачна заједница, будући да не настаје пред државним органом, не производи статусна дејства на име, држављанство и пословну способност.

### Престанак ванбрачне заједнице
Ванбрачна заједница може престати:
1. Природним путем — смрћу једног ванбрачног партнера.
2. За живота ванбрачних партнера — споразумним и једностраним раскидом.

Као и за настанак, и за престанак ванбрачне заједнице углавном је довољна воља двају лица супротног пола, односно њихова сагласност. Та сагласност може бити резултат изричитог споразума обеју страна. Ванбрачна заједница може престати и прећутно, када се из понашања једног партнера може закључити да је до раскида дошло (нпр. засновао је другу ванбрачну заједницу). Раскид може бити и једностран. Ванбрачна заједница управо и подразумева слободан једностран раскид, изричито или фактичким радњама. Раскид не може повлачити никакве правне обавезе оног ко је раскинуо ванбрачну заједницу, које би биле резултат самог раскида. Једино ако би то било учињено грубим кршењем узајамних права и дужности ванбрачних партнера, дошло би до ускраћивања права на издржавање.

#### Последице престанка
Престанком ванбрачне заједнице настаје потреба рашчишћавања међусобних односа између дотадашњих партнера. То су углавном она иста питања која треба решити и по разводу брака. Имајући у виду да у Србији, по закону, ванбрачне заједнице имају иста дејства као и брачне, круг ових питања је исти.

### Деца у ванбрачној заједници
Код ванбрачних заједница са децом најзначајније постаје питање односа родитеља и деце, а не да ли су родитељи у браку или нису. Права деце рођене у браку и ван брака су изједначена.

### Наследно право у ванбрачној заједници
Иако је ванбрачна заједница према Породичном закону Србије законски готово изједначена са брачном, ипак постоје сегменти живота у којима формални и неформални партнери немају иста права. Ванбрачни партнери не могу аутоматски да наслеђују један другог, већ само тестаментом, али имају право да након разлаза поделе имовину коју су заједно стицали. Такође, ванбрачни партнер не може да наследи породичну пензију преминулог супружника. Разлог овоме је спречавање превара, јер ако би и у овим случајевима били изједначени, могли би се појавити преваранти који би на разне начине доказивали да су били у ванбрачној заједници са преминулим и да потражују његову имовину и пензију.

### Изигравање закона
Старије особе често живе у ванбрачним заједницама због финансијских разлога: како не би изгубили право на издржавање од бившег супружника, породичне пензију и слично.

## Конститутивни елементи ванбрачне заједнице
1. Различитост полова
За сада свако одређење ове заједнице полази од ње као заједнице мушкарца и жене, што је чини циљном заједницом. Међутим, постоје снажна залагања, пре свега у земљама Западне Европе, да се призна правни учинак заједница живота двају лица истог пола. Српско право се у погледу овог изричито изјашњава, говорећи о ванбрачној заједници као заједници живота жене и мушкарца.
2. Заједница живота
Воља и намера остваривања заједнице живота мушкарца и жене подразумевају и заједничко становање, исхрану, провођење слободног времена и друго, као и у браку.
Међутим, у браку се супружници могу договорити да имају одвојена домаћинства и места становања, а да брак и даље има своје довољно реално постојање. Да би заједница живота ванбрачних партнера постојала, она мора имати и спољне манифестације, што искључује њихов договор о вођењу одвојених домаћинстава и различитим местима становања. Фиктивни бракови могу постојати, али не и фиктивне брачне заједнице.
3. Искључивост ванбрачне заједнице
Ванбрачној заједници као узор служи брак, што значи да истовремено не може постојати више оваквих заједница једног лица. Ово искључује и постојање брака једног од њих.
Ово произлази из чињенице да ванбрачна заједница подразумева вођење заједнице живота. Ако једно лице остварује потпуну заједницу живота са другим лицем супротног пола, то онда фактички искључује могућност да може водити још једну такву заједницу.
4. Стабилност и дуже трајање
Ванбрачних заједница има различитих. Могу бити спорадичне, повремене, нестабилне или трајније, чвршће и тешње заједнице живота и рада. Правни појам ванбрачне заједнице подразумева да она траје дуже, што указује на њену стабилност.
5. Јавност
У ванбрачној заједници мушкарац и жена живе као да су у браку. Њен спољни изглед не разликује се од уобичајеног изгледа брачне заједнице.
Ванбрачна заједница мора бити позната у средини у којој се остварује (разликује се од скривених љубавних веза или пролазних партнерстава). Ако ванбрачну заједницу партнери прикривају, то значи да они и нису заинтересовани за њено одржање.

## Однос брака и ванбрачне заједнице
Данас се све чешће брак као институција промишљено одбацује. Према податку из маја 2015. године, у Србији има око 120.000 парова који живе невенчано.

### Сличности између брака и ванбрачне заједнице
Основна сличност ванбрачне заједнице и брака је у заједничкој садржини, односно суштини односа. Оба представљају заједницу живота мушкарца и жене — укупност њихових емотивних, интелектуалних, економских и социјалних односа.

### Разлике између брака и ванбрачне заједнице
Најочигледнија разлика између брака и ванбрачне заједнице је службено закључење брака и његов престанак само у законом предвиђеним случајевима, пред надлежним државним органом.
Ванбрачна заједница настаје сагласношћу воља ванбрачних партнера, изричито или прећутно, и на исти начин престаје, што управо и представља највећи правни проблем, јер се јавља недостатак формалности које би означиле њен почетак и крај, што је значајно за стицање или губљење одређених права и обавеза.

## Истополне ванбрачне заједнице
Право на склапање брака између истополних партнера постало је актуелно последњих година, али је то питање почело да се поставља још 1973. године, када је у шведском парламенту дискутовано о предлогу да се укине брак у корист регистроване кохабитације која би била доступна свим паровима. Иако је предлог одбијен, изнет је став да је кохабитација два лица истог пола, са становишта друштва, сасвим прихватљив облик породичне заједнице. Први законски акт у вези са правима хомосексуалаца био је холандски закон о ренти из 1979. године. Овим законом било је предвиђено да у ситуацији где је само један партнер имао статус закупца, након две године живота у заједничком домаћинству оба лица добију сустатус закупца. Чак и пре овог закона, имиграциона пракса, односно правила појединих земаља, укључујући ту Шведску и Холандију, још 1970. године издавале су боравишне дозволе партнерима својих држављана без обзира на пол.
У многим државама Западне Европе данас је и ванбрачна заједница два лица супротног пола, заснована на добровољности, такође правно регулисана. Нордијске државе одавно представљају синоним за поштовање људских права, односно права мањина, тако да су готово све ове државе дозволиле склапање истополних бракова, а сличан тренд присутан је и у осталим деловима Европе. Прва држава на свету која је дозволила склапање истополних бракова Холандија (2001), а затим и Белгија (2003). Ирска је 2010. године донела Закон о цивилном партнерству, који се односи само на лица истог пола. У Уједињеном Краљевству је 2013. године донет закон којим је истополним партнерима признато право на склапање брака. Исте године склапање истополних бракова дозвољено је и у Француској и истом приликом овим лицима признато је и право на усвојење деце.
У државама средње и источне Европе постоји највећи отпор у погледу признања одређених права истополним партнерима. Изузетак је Немачка, где је закон о истополним браковима донет 2017. године.
У нашем окружењу статус истополних бракова и ванбрачних заједница регулисан је у Словенији и Хрватској. У Словенији је 2006. године донет Закон о регистрацији истополне партнерске скупности, а почетком 2013. Уставни суд прогласио је неуставним Закон о наслеђивању који не предвиђа право на наслеђивање умрлог партнера у дуготрајнијим заједницама особа истог пола, какво имају хетеросексуални партнери у ванбрачној заједници. На тај начин, истополни партнери су у погледу наслеђивања у потпуности изједначени са лицима различитог пола. У Хрватској је 2003. године донет Закон о истополним заједницама, којим је предвиђен концепт de facto истополне ванбрачне заједнице. Према наведеном закону, истополна заједница је животна заједница две особе истог пола које нису у браку, ванбрачној или другој истополној заједници, а која траје најмање три године. Правна дејства истополне заједнице су право на издржавање и право на стицање и уређивање међусобних односа у вези имовине и право на узајамно помагање.
У Србији тренутно истополним партнерима нису призната никаква права у области брачног, односно партнерског права. Године 2013. је припремљен и Модел закона о регистрованим истополним заједницама, чије одредбе готово у потпуности изједначавају хомосексуалне и хетеросексуалне партнере. За партнере који живе у вишегодишњој заједници предвиђено је право да се међусобно издржавају, да стичу заједничку имовину, наслеђују, да у случају смрти уживају пензију или неку социјалну помоћ дотадашњег партнера, да могу једни друге да посећују у болници као чланови најуже породице и др. Овај Модел закона не предвиђа могућност усвајања деце.